# Megasporoporia subcavernulosa
Megasporoporia subcavernulosa är en svampart som beskrevs av Y.C. Dai & Sheng H. Wu 2004. Megasporoporia subcavernulosa ingår i släktet Megasporoporia och familjen Polyporaceae.   Inga underarter finns listade i Catalogue of Life.